# Шекспириана (фильм-балет)
«Шекспириа́на» (от Шекспир и -ана) — советский телевизионный фильм-балет, поставленный в 1988 году на студии «Лентелефильм» кинорежиссёром Феликсом Слидовкером и балетмейстерами-постановщиками Натальей Рыженко и Виктором Смирновым-Головановым. Состоит из трёх одноактных мини-балетов по мотивам трагедий Уильяма Шекспира «Отелло» «Гамлет» и «Ромео и Джульетта».

## Сюжет
Композиция фильма-балета построена таким образом, что труппа бродячих артистов показывает три трагедии Шекспира языком хореографии.

### «Павана мавра»
Хореографическая миниатюра на тему трагедии Уильяма Шекспира «Отелло». Музыка Генри Пёрселла, хореография Хосе Лимона (1949, использовалась в СССР с нарушением авторских прав американского хореографа). Никита Долгушин, бывший первым советским постановщиком этого балета а также первым исполнителем партии Отелло, здесь исполнил роль Яго. 
Исполнители
- Андрес Уильямс — Мавр
- Светлана Смирнова — Жена Мавра
- Никита Долгушин — Друг Мавра
- Габриэла Комлева — Жена Друга
- Симфонический оркестр Ленинградской государственной консерватории им. Н. А. Римского-Корсакова, дирижёр Владислав Чернушенко.

### «Гамлет»
Хореографическая фантазия на темы одноимённой трагедии Уильяма Шекспира. Хореография Натальи Рыженко, музыка П. И. Чайковского.  
Исполнители
- Властимил Гарапес[чеш.] — Гамлет
- Светлана Смирнова — Офелия
- Никита Долгушин — Клавдий
- Габриэла Комлева — Гертруда
- Государственный академический симфонический оркестр СССР, дирижёр Евгений Светланов.

### «Ромео и Джульетта»
Хореографическая фантазия на темы одноимённой трагедии Уильяма Шекспира. Хореография: Натальи Рыженко и Виктора Смирнова-Голованова на музыку одноимённой увертюры-фантазии П. И. Чайковского.
Исполнители
- Светлана Смирнова — Джульетта
- Александр Семенчуков — Ромео
- Никита Долгушин — патер Лоренцо
- Государственный академический симфонический оркестр СССР, дирижёр Евгений Светланов.

## Съёмочная группа
- Снято на телевизионной студии «Лентелефильм»
- Режиссёр: Феликс Слидовкер
- Оператор: Александр Тафель

## Технические данные
- Обычный формат
- Цветное изображение
- Общая продолжительность: 70 мин.
- Год выхода: 1988